# Сомерсет, Генри, 2-й герцог Бофорт
Генри Сомерсет (англ. Henry Somerset; 2 апреля 1684, Монмутский замок, Монмутшир, Уэльс — 24 мая 1714) — английский аристократ, 2-й герцог Бофорт, 4-й маркиз Вустер, 8-й граф Вустер, 10-й барон Герберт с 1700 года (до 1698 года носил титул учтивости граф Гламорган, в 1698—1700 — маркиз Вустер). Кавалер ордена Подвязки. Стал наследником своего деда, 1-го герцога Бофорта.

## Биография
Генри Сомерсет родился 2 апреля 1684 года в Монмутском замке. Он был единственным сыном Чарльза Сомерсета, маркиза Вустера, и Ребекки Чайлд, внуком Генри Сомерсета, 1-го герцога Бофорта. 
21 января 1700 года, после смерти деда, Генри унаследовал семейные титулы и владения, став 2-м герцогом Бофортом и членом Палаты лордов. Он держался в стороне от государственных дел до тех пор, пока падение Чарльза Спенсера, 3-го графа Сандерленда, не ознаменовало крах вигов (1710); по воспоминаниям современников, после этого герцог сказал королеве Анне, что наконец-то может назвать её настоящей королевой. 
Бофорт принадлежал к партии тори. После некоторого сопротивления со стороны Джонатана Свифта он был принят в состав «Братского клуба» (21 февраля 1711), в 1712 году стал капитаном кавалеров-пенсионеров и  кавалером ордена Подвязки. Бофорт занимал должности лорда-лейтенанта Гэмпшира (1710—1714) и Глостершира (1712—1714), заседал в Тайном совете.
Герцог умер 24 мая 1714 года в Бадминтон-хаусе (Глостершир) в возрасте 30 лет. Его похоронили в церкви Святого Михаила и всех Ангелов в Бадминтоне.
В честь герцог Бофорта были названы город и округ в американском штате Южная Каролина.

## Семья
Герцог Бофорт был женат трижды. Первой женой 7 июля 1702 года стала леди Мэри Сэквилл (1688—1705), дочь Чарльза Сэквилла, 6-го графа Дорсета, и Мэри Комптон, умершая спустя три года во время родов. 26 февраля 1706 года Сомерсет женился на Рэйчел Ноэль, дочери Ризли Баптиста Ноэля, 2-го графа Гейнсборо, и Кэтрин Гревиль, родившей ему двух сыновей. Это были:
- Генри Скудамор, 3-й герцог Бофорт (26 марта 1707 — 24 февраля 1745)[4];
- Чарльз Сомерсет, 4-й герцог Бофорт (12 сентября 1709 — 28 октября 1756)[5].

Вторая жена тоже умерла при родах. 14 февраля 1711 года герцог женился на Мэри Осборн (1688—1722), дочери Перегрина Осборна, 2-го герцога Лидса, и Бриджет Хайд. Третий брак был бездетным. Вдова Бофорта через год после его смерти во второй раз вышла замуж за Джона Кэмпбелла Кокрейна, 4-го графа Дандональда (1687—1720).